# Roamer Angulo
Roamer Angulo (* 25. März 1984 in Patia, Kolumbien, als Roamer Alexis Angulo) ist ein kolumbianischer Profiboxer im Supermittelgewicht und aktuell ungeschlagen. 

## Karriere
Der schlagstarke Linksausleger gab sein Profidebüt im Jahre 2010. 
Im Sommer des Jahres 2013 schlug er in Cuxhaven den Argentinier Dario German Balmaceda durch technischen Knockout in Runde 2 und erlangte dadurch den vakanten Latino-Titel des Verbandes IBF.
Ende Mai 2017 trat Angulo gegen Rolando Wenceslao Mansilla, ebenfalls Argentinier, um den WBO-Latino-Titel an und schlug diesen, wie schon Balmaceda, in Runde 2. durch T.K.o.